# Diadophis punctatus vandenburgii
Diadophis punctatus vandenburgii is een slang uit de familie toornslangachtigen (Colubridae) en de onderfamilie Dipsadinae. Het is een van de dertien ondersoorten van de ringnekslang (Diadophis punctatus). De ondersoort werd voor het eerst wetenschappelijk beschreven door Charles Émile Blanchard in 1923.
Diadophis punctatus vandenburgii komt voor in de Verenigde Staten en is endemisch in de staat Californië. De habitat bestaat uit begroeide delen van kustgebieden, de slang is vaak te vinden onder objecten zoals stenen en houtblokken.
De slang bereikt een lichaamslengte van 17 tot 50 centimeter. De lichaamskleur is grijs. De buikzijde is oranje gekleurd en de onderzijde van de staart is rood gekleurd. De buikzijde is voorzien van een vlekkenpatroon dat bestaat uit onregelmatige kleine zwarte vlekjes. De ring om de nek waaraan de soortnaam te danken is, is altijd breed en ononderbroken.